# Фінал Кубка Стенлі 1995

Фінал Кубка Стенлі 1995 (англ. Stanley Cup Finals) — 103-й загалом фінал Кубка Стенлі та сезону 1994–1995 у НХЛ між командами «Нью-Джерсі Девілс» та «Детройт Ред Вінгз». Фінальна серія стартувала 17 червня в Детройті, а фінішувала 24 червня перемогою «Нью-Джерсі Девілс».
У регулярному чемпіонаті «Нью-Джерсі Девілс» фінішували п'ятими в Східній конференції набравши 52 очка, а «Детройт Ред Вінгз» посіли перше місце в Західній конференції з 70 очками.
У фінальній серії перемогу здобули «Нью-Джерсі Девілс» 4:0. Приз Кона Сміта (найкращого гравця фінальної серії) отримав нападник «Дияволів» Клод Лем'є.

## Шлях до фіналу
| Західна конференція     |          |                 |                   |                                          |
| Стадія                  | Суперник | Суперник        | Загальний рахунок | Результати матчів                        |
| Чвертьфінал конференції | 8        | Даллас Старс    | 4 : 1             | 4:3, 4:1, 5:1, 1:4, 3:1                  |
| Півфінал конференції    | 7        | Сан-Хосе Шаркс  | 4 : 0             | 6:0, 6:2, 6:2, 6:2                       |
| Фінал конференції       | 4        | Чикаго Блекгокс | 4 : 1             | 2:1 (ОТ), 3:2, 4:3 (2ОТ), 2:5, 2:1 (2ОТ) |

| Східна конференція      |          |                     |                   |                                   |
| Стадія                  | Суперник | Суперник            | Загальний рахунок | Результати матчів                 |
| Чвертьфінал конференції | 4        | Бостон Брюїнс       | 4 : 1             | 5:0, 3:0, 2:3, 1:0 (ОТ), 3:2      |
| Півфінал конференції    | 3        | Піттсбург Пінгвінс  | 4 : 1             | 2:3, 4:2, 5:1, 2:1 (ОТ), 4:1      |
| Фінал конференції       | 2        | Філадельфія Флайєрз | 4 : 2             | 4:1, 5:2, 2:3 (ОТ), 2:4, 3:2, 4:2 |

## Арени
| Детройт           | Джо Луїс Арена Брендан-Берн-аренаclass=notpageimage\| Арени фіналу Кубка Стенлі 1995 | Іст-Ратерфорд      |
| Джо Луїс Арена    | Джо Луїс Арена Брендан-Берн-аренаclass=notpageimage\| Арени фіналу Кубка Стенлі 1995 | Брендан-Берн-арена |
| Місткість: 19 875 | Джо Луїс Арена Брендан-Берн-аренаclass=notpageimage\| Арени фіналу Кубка Стенлі 1995 | Місткість: 19 040  |
|                   | Джо Луїс Арена Брендан-Берн-аренаclass=notpageimage\| Арени фіналу Кубка Стенлі 1995 |                    |

## Серія
| 17 червня 1995 | Нью-Джерсі Девілс | 2 : 1 (0:0, 1:1, 1:0) | Детройт Ред Вінгз | Джо Луїс Арена, Детройт |

| Протокол                               | Протокол      | Протокол                | Протокол                  | Протокол |
| -------------------------------------- | ------------- | ----------------------- | ------------------------- | -------- |
|                                        | Мартен Бродер | Голкіпери               | Майк Вернон (00:00-58:56) |          |
| Стефан Ріше (29:41) Клод Лем'є (43:17) |               | Діно Чіккареллі (33:08) |                           |          |
| 8 хв.                                  | Вилучення     | 8 хв.                   |                           |          |
| 28                                     | Кидки         | 17                      |                           |          |

| 20 червня 1995 | Нью-Джерсі Девілс | 4 : 2 (0:0, 1:1, 3:2) | Детройт Ред Вінгз | Джо Луїс Арена |

| Протокол                                                                          | Протокол      | Протокол                                        | Протокол                  | Протокол |
| --------------------------------------------------------------------------------- | ------------- | ----------------------------------------------- | ------------------------- | -------- |
|                                                                                   | Мартен Бродер | Голкіпери                                       | Майк Вернон (00:00-59:02) |          |
| Джон Маклін (29:40) Скотт Нідермаєр (49:47) Джим Дауд (58:36) Стефан Ріше (59:39) |               | В'ячеслав Козлов (27:17) Сергій Федоров (41:36) |                           |          |
| 12 хв.                                                                            | Вилучення     | 8 хв.                                           |                           |          |
| 23                                                                                | Кидки         | 18                                              |                           |          |

| 22 червня 1995 | Детройт Ред Вінгз | 2 : 5 (0:2, 0:2, 2:1) | Нью-Джерсі Девілс | Брендан-Берн-арена, Іст-Ратерфорд |

| Протокол                                     | Протокол                                           | Протокол                                                                                            | Протокол      | Протокол |
| -------------------------------------------- | -------------------------------------------------- | --------------------------------------------------------------------------------------------------- | ------------- | -------- |
|                                              | Кріс Осгуд (00:00-31:40) Майк Вернон (31:40-60:00) | Голкіпери                                                                                           | Мартен Бродер |          |
| Сергій Федоров (56:56) Стів Айзерман (58:27) |                                                    | Брюс Драйвер (10:30) Клод Лем'є (16:52) Ніл Бротен (26:59) Ренді Маккей (28:20) Боббі Голик (48:14) |               |          |
| 22 хв.                                       | Вилучення                                          | 28 хв.                                                                                              |               |          |
| 24                                           | Кидки                                              | 31                                                                                                  |               |          |

| 24 червня 1995 | Детройт Ред Вінгз | 2 : 5 (2:2, 0:1, 0:2) | Нью-Джерсі Девілс | Брендан-Берн-арена |

| Протокол                                 | Протокол    | Протокол                                                                                            | Протокол      | Протокол |
| ---------------------------------------- | ----------- | --------------------------------------------------------------------------------------------------- | ------------- | -------- |
|                                          | Майк Вернон | Голкіпери                                                                                           | Мартен Бродер |          |
| Сергій Федоров (02:03) Пол Коффі (13:01) |             | Ніл Бротен (01:08) Шон Чемберс (17:45) Ніл Бротен (27:56) Сергій Брилін (47:46) Шон Чемберс (52:32) |               |          |
| 10 хв.                                   | Вилучення   | 8 хв.                                                                                               |               |          |
| 16                                       | Кидки       | 26                                                                                                  |               |          |

| Володар Кубка Стенлі 1995      |
| ------------------------------ |
| Нью-Джерсі Девілс перший титул |

## Володарі Кубка Стенлі
| Володарі Кубка Стенлі «Нью-Джерсі Девілс» | Воротарі: Мартен Бродер, Кріс Террері Захисники: Скотт Стівенс (К), Кен Данейко, Томмі Альбелін, Кріс Макальпін, Брюс Драйвер, Скотт Нідермаєр, Кевін Дін, Шон Чемберс Нападники: Ніл Бротен, Джим Дауд, Браєн Ролстон, Сергій Брилін, Ренді Маккей, Майк Пелузо, Білл Герін, Джон Маклін, Боббі Голик, Том Чорскі, Боббі Карпентер, Дентон Коул, Клод Лем'є, Валерій Зелепукін, Стефан Ріше Головний тренер: Жак Лемер Генеральний менеджер: Лу Ламорелло |